# コーネリアス (オレゴン州)
コーネリアス（Cornelius）は、アメリカ合衆国オレゴン州のワシントン郡にある都市。人口は10,785人（2006年推計）。ポートランド都市圏にある。「家族の町」（Oregon's Family Town）の愛称で親しまれている。

## 歴史
1845年、ジョセフ・ミークと行動を共にしていたベンジャミン・コーネリアスが家族でオレゴン州に移住した。コーネリアス一家は現在のノースプレーンズの近く、トゥアラティン・プレーンズに居を構えた。同年、ベンジャミン・Q・タッカーとソロモン・エメリックが区画を整理し、後にコーネリアスとなる地に農場を建設した。当時、この地域はフリー・オーチャーズと呼ばれていた。この名は、共同体が存在しないこの地域に107エーカーの果樹園が出来たことに由来する。
1871年、ベンジャミン・コーネリアスの息子トーマス・R・コーネリアス大佐は、ベン・ホラデイがオレゴン・カリフォルニア鉄道の拡張を計画しており、それがフリー・オーチャーズまで伸びることを知る。ホラデイはフォレストグローヴとヒルズボロから通行許可を得られなかったため、迂回経路として経由するフリー・オーチャーズをワシントン郡の新しい郡庁所在地に育てることを計画した。
1871年、フリー・オーチャーズに新線は近づいていた。コーネリアスはこの新線から利益を得る機会だと目論んでいた。コーネリアスは農場を離れ、家、倉庫、商店をフリー・オーチャーズを建築した。この倉庫と商店は線路の隣に建てられたため、現地の農民と商品を取引してそれらを販売するうってつけの場所になった。また、コーネリアスは牛乳加工用の乳製品製造所や、木材を売る2棟の製材工場を建設し、成長する同地域を支援した。さらに、コーネリアスは同地域で最初の学校校舎とメソジスト教会を建築した。
1893年、フリー・オーチャーズは法人化し、長年に渡って地域の発展に尽くしてきた人物を称えて「コーネリアス」の名に改称された。ホラデイのフリー・オーチャーズ郡庁所在地化計画は実現しなかったが、コーネリアスは現在でも農業の町として存続し、ポートランドのベッドタウンとして急速に発展している。

## 地理

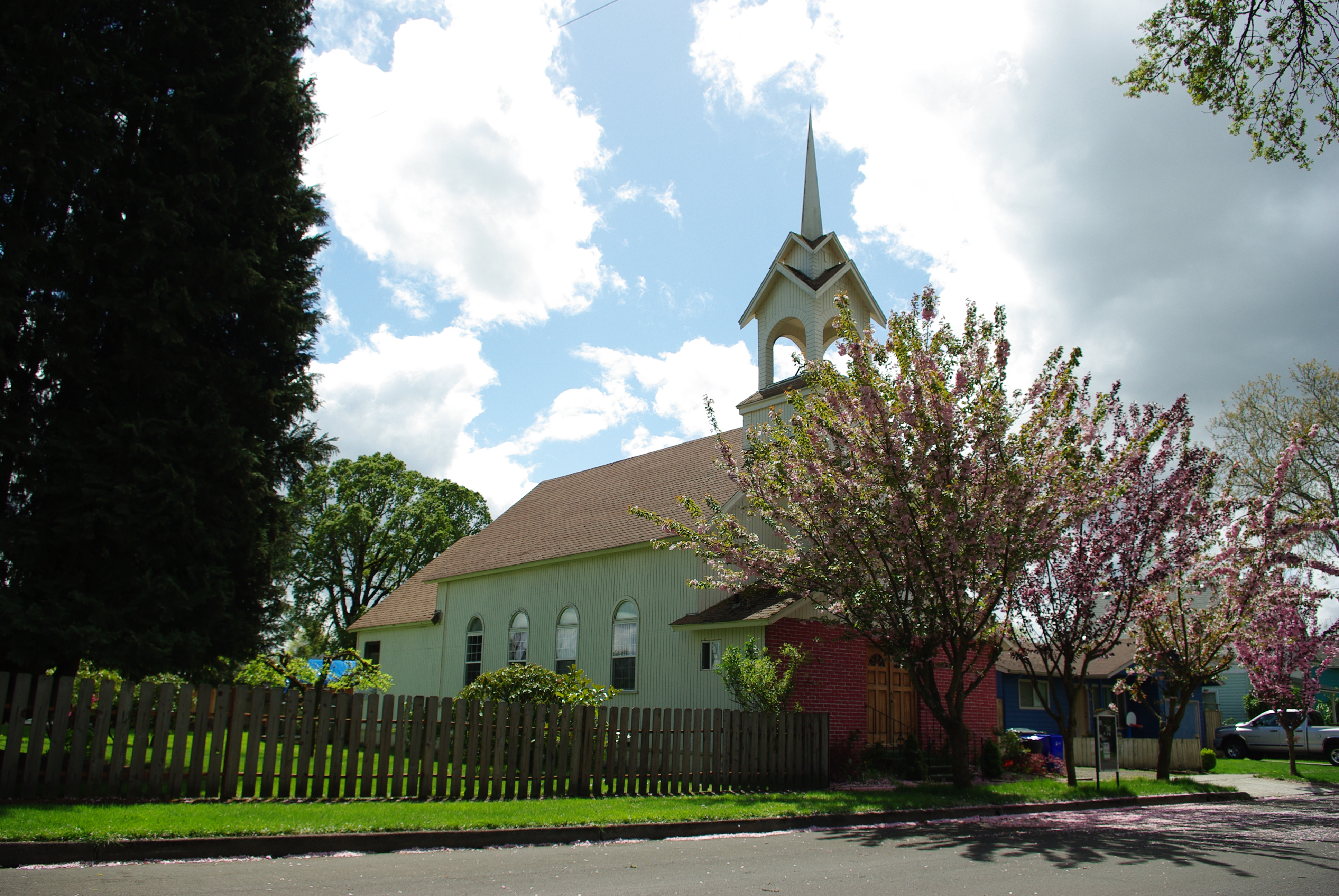
サイスビーチ通りの教会

バンクスは北緯45度31分7秒 西経123度3分19秒 / 北緯45.51861度 西経123.05528度  (45.518717, -123.055308)に位置している。
アメリカ合衆国国勢調査局によれば、市の面積は4.9 km²（1.9mi²）で、全てが陸地である。

## 人口動静
2000年国勢調査で、この都市は人口9,652人、2,880世帯、及び2,246家族が暮らしている。人口密度は1,971.8/km2 (5,095.9/mi2) である。613.5/km2 (1,585.5/mi2)の平均的な密度に3,003軒の住宅が建っている。この都市の人種的な構成は白人68.61%、アフリカン・アメリカン0.76%、先住民1.24%、アジア1.04%、太平洋諸島系0.28%、その他の人種24.32%、及び混血3.76%である。人口の37.39%はヒスパニックまたはラテン系である。
2,880世帯のうち、45.3%が18歳未満の子供と一緒に生活しており、61.8%は夫婦で生活している。10.4%は未婚の女性が世帯主であり、22.0%は結婚していない。15.9%は1人以上の独身の居住者が住んでおり、5.4%は65歳以上で独身である。1世帯の平均人数は3.31人であり、結婚している家庭の場合は、3.64人である。
この都市内の住民は32.5%が18歳未満の未成年、18歳以上24歳以下が11.0%、25歳以上44歳以下が33.6%、45歳以上64歳以下が16.9%、及び65歳以上が6.1%にわたっている。中央値年齢は29歳である。女性100人ごとに対して男性は108.1人である。18歳以上の女性100人ごとに対して男性は107.0人である。
この都市の世帯ごとの平均的な収入は45,959米ドルであり、家族ごとの平均的な収入は49,456米ドルである。男性は32,164米ドルに対して女性は25,207米ドルの平均的な収入がある。この地域の一人当たりの収入 (per capita income) は15,290米ドルである。人口の16.1%及び家族の10.8%の収入は貧困線以下である。全人口のうち18歳未満の17.6%及び65歳以上の10.5%は貧困線以下の生活を送っている。

## 交通
- スカイポート空港